# Punakha
Punakha est l'un des 20 dzongkhags qui constituent le Bhoutan. Sa capitale, nommée également Punakha, était autrefois la capitale d'hiver du royaume du Bhoutan. Son député au Parlement est Lhaki Dolma. 

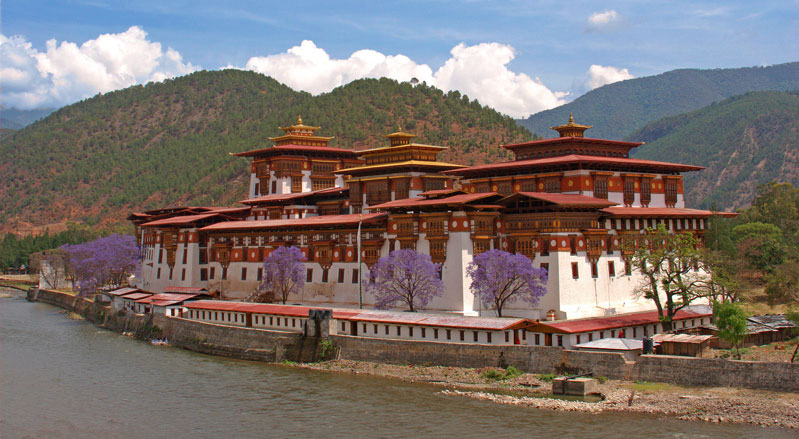
Le Dzong de Punakha se trouve au bord de la Mo Chhu.
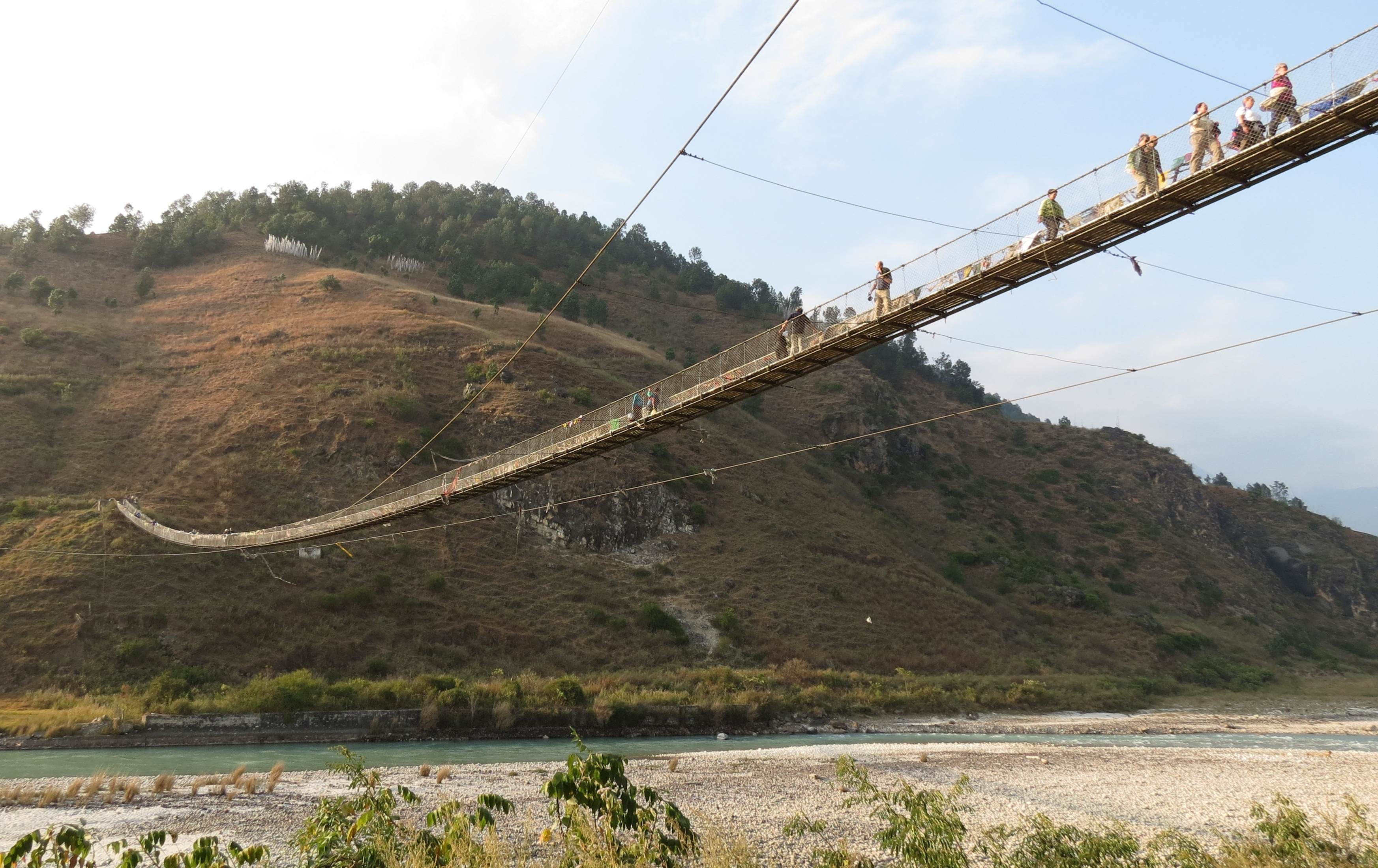
Le pont suspendu de Punakha enjambe la Pho Chhu (en).

## Représentation à l'Assemblée nationale
Le district comporte deux circonscriptions législatives. Les députés actuels sont Namgyal Dorji et Namgay Wangchuk, tous deux issus du PDP.
| Code   | Nom                | Electeurs enregistrés |
| ------ | ------------------ | --------------------- |
| NA1001 | Kabisa Talog       | 9 293                 |
| NA1002 | Lingmukha Toedwang | 6 475                 |

| Élection  | Circonscription | Circonscription | Circonscription | Circonscription | Circonscription | Circonscription |
| Élection  | NA1001          | NA1001          | NA1001          | NA1002          | NA1002          | NA1002          |
| Élection  | Parti           | Parti           | Député          | Parti           | Parti           | Député          |
| --------- | --------------- | --------------- | --------------- | --------------- | --------------- | --------------- |
| 2008      |                 | DPT             | Tshering Penjor |                 | DPT             | Namgay Wangchuk |
| 2013      |                 | PDP             | Dophu Dukpa     |                 | PDP             | Chimi Dorji     |
| 2018      |                 | DNT             | Tshencho Wangdi |                 | DNT             | Tandi Dorji     |
| 2023-2024 |                 | PDP             | Namgyal Dorji   |                 | PDP             | Namgay Wangchuk |